# Dobroești
Dobroești – wieś w Rumunii, w okręgu Ilfov, w gminie Dobroești. W 2011 roku liczyła 5274 mieszkańców.